# Stenosiphonium
Stenosiphonium és un gènere de plantes dins la família Acanthaceae. Aquest gènere té deu espècies de plantes herbàcis natives d l'Índia i Sri Lanka.

## Taxonomia
- Stenosiphonium confertum
- Stenosiphonium cordifolium
- Stenosiphonium diandrum
- Stenosiphonium moonianum
- Stenosiphonium parviflorum
- Stenosiphonium russelianum
- Stenosiphonium setosum
- Stenosiphonium subsericeum
- Stenosiphonium wightii
- Stenosiphonium zeylanicum